# Awa Sene
Awa Sene (née le 24 juillet 1994 à Sébikotane) est une athlète française, spécialiste des courses de haies.

## Biographie
Elle termine quatrième de la finale du 100 mètres haies aux Championnats d'Europe espoirs d'athlétisme 2013 à Riesa.
Deuxième de la finale nationale en 2017 à Marseille, Awa Sene est sacrée championne de France 2018 du 100 mètres haies à Albi,.

## Palmarès
| Date | Compétition                     | Lieu      | Résultat | Épreuve          | Marque  |
| ---- | ------------------------------- | --------- | -------- | ---------------- | ------- |
| 2015 | Championnats de France          | Aubière   | 3e       | Saut en longueur | 6,18 m  |
| 2017 | Championnats de France          | Marseille | 2e       | 100 mètres haies | 13 s 39 |
| 2018 | Championnats de France          | Albi      | 1re      | 100 mètres haies | 13 s 04 |
| 2020 | Championnats de France en salle | Liévin    | 3e       | 60 mètres haies  | 8 s 15  |
| 2022 | Championnats de France          | Caen      | 2e       | 100 mètres haies | 13 s 06 |
| 2023 | Championnats de France          | Albi      | 3e       | 100 mètres haies | 13 s 11 |